# Джаковсько-Осієцька архідіоцезія
Джаковсько-Осієцька архідіоцезія (хорв. Đakovačko-osječka nadbiskupija; лат. Archidioecesis Diacovensis et Osijekensis) — католицька архідієцезія-митрополія латинського обряду в Хорватії з центром в місті Джаково. Одна з п'яти архідієцезії країни. Суфраганними дієцезіями митрополії є дієцезія Пожеги та Сремська дієцезія в сусідній Сербії.

## Історія

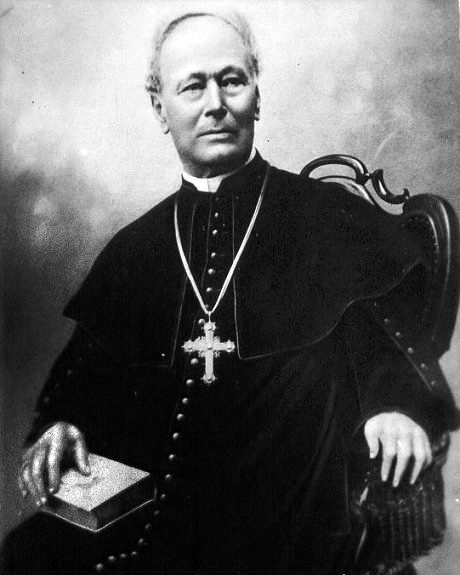
Йосип Юрай Штросмаєр

Архідієцезія історично сходить до Сремських дієцезії, заснованої в IV столітті в римському місті Сірміум (нині Сремська Митровиця, Сербія). Після поселення на цих землях слов'ян і прийняття ними християнства дієцезія збереглася. В XVI столітті вся її територія була завойована турками, дієцезія знищена. Після відвоювання Славонії у турків на початку XVIII століття Сремська католицька дієцезія була відновлена, в 1773 у вона була об'єднана з Боснійської католицької дієцезією та поставлена в підпорядкування Загребської митрополії. У другій половині XIX століття дієцезію очолював видатний діяч католицької церкви цього періоду Йосип Юрай Штросмаєр, вельми шанований в сучасній Хорватії за активну діяльність у сфері національно-культурного відродження.
В 1963 році дієцезія був перейменована у дієцезію Джаково-Срем. 18 червня 2008 року дієцезія була зведена у статус архідієцезії-митрополії і перейменована в архідієцезію Джаково-Осієк, як суфраганні дієцезії їй були підпорядковані Пожезька дієцезія та Сремська дієцезія з центром у сербській Сремська-Митровиці.

## Сучасний стан
За даними на 2006 рік в архідієцезії Джаково-Осієк налічувалося 460 310 вірних (32,2 % населення), 267 священиків і 180 парафій. Джаково-Осієк — єдина архідієцезія Хорватії, де число католиків становить менше половини населення. Кафедральним собором архідієцезії є Собор св. Петра в Джаково. Кафедральний собор — один з семи соборів країни, що носять почесний статус «малої базиліки». В наш час[коли?] архідієцезію очолює архієпископ митрополит Марин Сракич (хорв. Marin Srakić).